# Comté de Butte (Californie)
Pour les articles homonymes, voir Comté de Butte.
Le comté de Butte (en anglais : Butte County) est un comté américain de l'État de Californie. Lors du recensement des États-Unis de 2020, il compte 211 632 habitants. Le siège de comté est Oroville. Fondé en 1850 en tant que l'un des 27 comtés originels de l'État, sa superficie est de 4 344 km2.

## Villes et localités
Le comté de Butte compte 5 municipalités incorporées et, au recensement de 2010, 25 CDP (census-designated places).
Municipalités incorporées
Les localités constituées en municipalités sont dites incorporées. Elles disposent d'un maire et d'un gouvernement local indépendant du comté. Certaines se dotent d'un service de lutte contre l'incendie (fire department) et/ou d'un service de police (police department). D'autres contractualisent avec le comté qui assure ces services pour le compte de la municipalité.
| Nom      | Population (2010) | Superficie (km²) | Densité (2010) | Incorporation | Incendie | Police | Notes           |
| -------- | ----------------- | ---------------- | -------------- | ------------- | -------- | ------ | --------------- |
| Biggs    | 1 707             | 1,66             | 1 029,8        | 1903          | oui      | non    |                 |
| Chico    | 86 187            | 85,69            | 1 005,3        | 1872          | oui      | oui    | Siège du comté. |
| Gridley  | 6 584             | 5,36             | 1 228,1        | 1905          | oui      | non    |                 |
| Oroville | 15 546            | 33,68            | 461,4          | 1906          | oui      | oui    |                 |
| Paradise | 26 218            | 47,43            | 522,6          | 1979          | oui/non  | non    |                 |

Census-designated places
Les CDP sont des périmètres à usage statistique établies par le recensement.
| Nom                | Population (2010) | Superficie (km²) | Densité (2010) | Notes |
| ------------------ | ----------------- | ---------------- | -------------- | --- |
| Bangor             | 646               | 34,74            | 18,6           | |
| Berry Creek        | 1 424             | 148,03           | 9,6            | |
| Butte Creek Canyon | 1 086             | 53,07            | 20,5           | |
| Butte Meadows      | 40                | 5,54             | 7,2            | |
| Butte Valley       | 899               | 47,38            | 19,0           | |
| Cherokee           | 69                | 4,97             | 13,9           | |
| Clipper Mills      | 142               | 4,50             | 31,5           | |
| Cohasset           | 847               | 65,52            | 12,9           | |
| Concow             | 710               | 71,92            | 9,9            | |
| Durham             | 5 518             | 212,11           | 26,0           | |
| Forbestown         | 320               | 16,26            | 19,7           | |
| Forest Ranch       | 1 184             | 36,04            | 32,9           | |
| Honcut             | 370               | 10,98            | 33,7           | |
| Kelly Ridge        | 2 544             | 5,05             | 503,9          | |
| Magalia            | 11 310            | 36,30            | 311,6          | |
| Nord               | 320               | 5,46             | 58,6           | |
| Oroville East      | 8 280             | 57,78            | 143,3          | |
| Palermo            | 5 382             | 75,54            | 71,2           | |
| Rackerby           | 204               | 7,64             | 26,7           | Rackerby est située sur la frontière entre le comté de Butte et celui de Yuba. Les chiffres ici ne tiennent compte que de la partie dans le comté de Butte. |
| Richvale           | 244               | 2,41             | 101,3          | |
| Robinson Mill      | 80                | 3,42             | 23,4           | |
| South Oroville     | 5 742             | 7,66             | 749,3          | |
| Stirling City      | 295               | 3,05             | 96,6           | |
| Thermalito         | 6 646             | 33,32            | 199,5          | |
| Yankee Hill        | 333               | 15,69            | 21,2           | |

## Démographie
| Groupe            | Comté de Butte | Californie | États-Unis |
| ----------------- | -------------- | ---------- | ---------- |
| Blancs            | 86,1           | 57,6       | 72,4       |
| Asiatiques        | 4,8            | 13,1       | 4,8        |
| Autres            | 4,5            | 17,0       | 6,2        |
| Métis             | 4,5            | 4,9        | 2,9        |
| Amérindiens       | 2,5            | 1,0        | 0,9        |
| Afro-Américains   | 1,8            | 6,2        | 12,6       |
| Océaniens         | 0,3            | 0,4        | 0,2        |
| Total             | 100            | 100        | 100        |
|                   |                |            |            |
| Latino-Américains | 16,4           | 37,6       | 16,7       |

Selon l'American Community Survey pour la période 2010-2014, 86,35 % de la population âgée de plus de 5 ans déclare parler l'anglais à la maison, 8,36 % déclare parler l'espagnol, 1,80 % une langue hmong et 3,50 % une autre langue.
| 1850  | 1860   | 1870   | 1880   | 1890   | 1900   |
| ----- | ------ | ------ | ------ | ------ | ------ |
| 3 574 | 12 106 | 11 403 | 18 721 | 17 939 | 17 117 |

| 1910   | 1920   | 1930   | 1940   | 1950   | 1960   |
| ------ | ------ | ------ | ------ | ------ | ------ |
| 27 301 | 30 030 | 34 093 | 42 840 | 64 930 | 82 030 |

| 1970    | 1980    | 1990    | 2000    | 2010    | 2020    |
| ------- | ------- | ------- | ------- | ------- | ------- |
| 101 969 | 143 851 | 182 120 | 203 171 | 220 000 | 211 632 |

## Histoire
Un incendie, le Camp Fire, commence le 8 novembre 2018 dans le comté. Il détruit la ville de Paradise. Le bilan fait état de 85 morts.

## Films tournés dans le comté
Plusieurs films ont été tournés dans le comté de Butte : Autant en emporte le vent, La Loi du Seigneur, Magic Town, L'Homme du clan... 